# André Huter
Werner André Huter (* 12. Juni 1992 in Fürth) ist ein deutscher Schriftsteller.

## Leben und Wirken
André Huter wuchs nach der Trennung seiner Eltern bei seinen Großeltern mütterlicherseits auf. Er durchlief seine Schullaufbahn in Förderzentren mit dem Schwerpunkt Sprache. Nach dem qualifizierenden Hauptschulabschluss trat er eine Ausbildung zum Technischen Zeichner an und zwei Jahre danach wechselte er zu einem Freiwilligen Sozialen Jahr im Krankenhaus. Durch die Arbeit in einer Mittagsbetreuung entschloss sich Huter zu der Ausbildung zum Erzieher.
André Huter engagierte sich für die LGBTI*-Community gegen Homo- und Transphobie und für Gleichstellung.

## Ehrenamt
André Huter absolvierte eine Jugendleiterausbildung und engagierte sich ehrenamtlich bei der Arbeiterwohlfahrt. Er betreute Kinder und Jugendliche auf Jugendfreizeiten, Ferienangeboten und Workshops.
Er hatte einen Schreib-Crashkurs konzipiert und er organisierte einen Schreibwettbewerb für alle Nürnberger Mittel- und Realschulen. Er war stellvertretender Vorsitzender des Kreisjugendwerks der AWO Nürnberg. Und er war Vorsitzender des Jugendwerks der AWO Fürth-Land.
Er war Vorstandsmitglied im Landesjugendwerk der AWO Bayern und initiierte dort gemeinsam mit Tugba Bitikcioglu das Projekt #gemeinsamanders.

## Veröffentlichungen
- Kinderlächeln. Erzählungen, Papierfresserchen MTM Verlag, Lindau 2012, ISBN 978-3-86196-179-6
- Weltenwandler – Die Anthologie. Erzählungen, Papierfresserchen MTM Verlag, Lindau 2013, ISBN 978-3-86196-218-2
- Mia, man tötet keine Menschen. Erzählungen, sonderpunkt Verlag, Greven 2013, ISBN 978-3-95407-018-3
- Die Rülpsbanditen. Erzählungen, Papierfresserchen MTM Verlag, Lindau 2013, ISBN 978-3-86196-281-6
- Andrew und das magische Auge. Roman, Papierfresserchen MTM Verlag, Lindau 2014, ISBN 978-3-86196-339-4
- Kinderlächeln Zwei. Erzählungen, Papierfresserchen MTM Verlag, Lindau 2014, ISBN 978-3-86196-349-3
- Zeittropfen und Wellenklang – Lyriktagebuch. Lyrik, sonderpunkt Verlag, Greven 2014, ISBN 978-3-95407-042-8

## Auszeichnungen
- 2013: Ehrenwert-Preis September 2013 der Stadt Nürnberg[4]